# Pascal Hoffmann
Pascal Hoffmann (* 14. Juni 1957) ist ein deutscher Kameramann.
Hoffmann studierte ab 1980 an der Hochschule für Fernsehen und Film München. Seit dieser Zeit ist er als Kameramann bei Film und Fernsehen tätig. Er filmte Krimi-Episoden für die Reihen Ein Fall für zwei, Tatort oder SK Kölsch wie auch Spielfilme wie Herz im Kopf und Noch ein Wort und ich heirate dich!.

## Filmografie (Auswahl)
- 1990: Moon 44
- 1992–1999: Ein Fall für zwei (Fernsehserie, 4 Folgen)
- 1996: SK Babies (Fernsehserie, 3 Folgen)
- 1998: Tatort: In der Falle
- 2001: Herz im Kopf
- 2002–2004: SK Kölsch (Fernsehserie, 7 Folgen)
- 2004–2005: Die Rosenheim-Cops (Fernsehserie, 3 Folgen)
- 2006–2007: SOKO 5113 (Fernsehserie, 5 Folgen)
- 2007: Noch ein Wort und ich heirate dich!